# Kumul

Ilustração que explica um sistema de poços interligados.

Kumul (Qumul) ou Hami (chinês: 哈密, pinyin: Hāmì) é uma cidade no nordeste da província de Sinquião, na China, próxima à fronteira com a Província de Gansu.
É o portão oriental de Sinquião, e por isso foi uma importante cidade na variante norte da Rota da Seda terrestre. Na região ainda existem ruínas de 51 antigas torres de farol, que faziam parte de um sistema de alerta, no qual era aceso um fogo no alto dessas torres quando era detectada uma ameaça.
No local existe um peculiar sistema de irrigação subterrânea, que utiliza poços interligados por túneis que fornecem irrigação nas áreas desérticas. Este método de irrigação foi difundido em Sinquião durante a época da Dinastia Han. Os poços recolhem a água corrente de neve derretida e são interligados de modo que a parte inferior de um poço é ligada com outro poço escavado em um terreno mais abaixo. A maioria desses túneis de irrigação se estendem por cerca de 3 Km, mas alguns chegam a ter 30 km de extensão. Há cerca de 1.100 desses poços na região de Hami e da Depressão de Turpan. Atualmente, o comprimento total desses túneis subterrâneos de irrigação na região de Sinquião é estimado em 3.000 Km. Trata-se de uma façanha de engenharia comparável à Grande Muralha e ao Grande Canal. A plantação de uvas na região, somente é possível devido a existência desses poços.